# Alwin von Hagen
Alwin Carl Herrmann von Hagen (* 11. Juni 1854 in Lengefeld; † 30. Juli 1920 in Wiesbaden) war ein preußischer Verwaltungsjurist und Abgeordneter der Provinziallandtags in Rheinpreußen.

## Herkunft und Ausbildung
Alwin von Hagen wurde als Sohn des Pfarrers Karl Adolf von Hagen und dessen Ehefrau Henriette Engelhardt geboren. Als er vier Jahre alt war, übernahm sein bis dahin als Pfarrer in Lengefeld tätiger Vater die Pfarrstelle zu Dörna mit Hollenbach, weshalb die Herkunft Alwins 1865 bei seiner Aufnahme in die Quinta des Gymnasiums in Mühlhausen mit aus Dörna angegeben wurde. Nachdem er hier an Ostern 1874 das Abitur abgelegt hatte, studierte er in Leipzig, Göttingen, Berlin sowie Breslau Rechtswissenschaften und legte im Februar 1878 die erste juristische Staatsprüfung ab.

## Wirken
Als Gerichtsreferendar war von Hagen dann an verschiedenen Gerichten in Roßla (Gerichtskommission), Sangerhausen (Kreisgericht) und Halle an der Saale (Amts- bzw. Landgericht) tätig, als Regierungsreferendar übernahm er Stellen in Breslau, Habelschwerdt und Schweidnitz. Nach einem Jahrzehnt wurde er 1884 zum Regierungsassessor in Königsberg in Preußen ernannt und übernahm 1885 nach dem Ausscheiden von Karl Löwe für wenige Wochen vertretungsweise das Amt des Landrats in Heinsberg in der Rheinprovinz. Zum 2. Juli 1885 wurde er kommissarisch, zum 1. März 1886 dann definitiv zum Landrat von St. Wendel ernannt. Hier beauftragte er im Jahre 1899 den aus Ostpreußen stammenden und seit 1894 in Saarbrücken ansässigen Architekten Hans Peter Weszkalnys mit dem Bau eines neuen Gebäudes für den Sitz der preußischen Kreisverwaltung einschließlich landrätlicher Dienstwohnung. Das inzwischen unter Denkmalschutz stehende und bis heute als Landratsamt genutzte Gebäude wurde als Backsteinbau in neugotischem Stil ausgeführt, aber erst im Mai 1901 unter von Hagens Nachfolger Landrat Wilhelm Momm eingeweiht. Denn bereits zuvor, am 28. Mai 1900, war von Hagens Ernennung zum Regierungsrat bei der Regierung Trier erfolgt. Hier wurde er – am 1. Oktober 1904 zum Oberregierungsrat befördert – Dirigent der Kirchen- und Schulabteilung und schließlich am 22. Oktober 1907 zum Oberpräsidialrat in Koblenz ernannt. Zum 1. Oktober 1914 ging er in den Ruhestand.
Bei den Abgeordneten der Rheinischen Provinziallandtage 1888–1933 erscheint er 1888–1901 (unter St. Wendel), 1903–1907 (Trier) und 1908 (Koblenz).

## Ehrungen
- 1893: Roter Adlerorden 4. Klasse.[6]